# Międzygórze (województwo dolnośląskie)
Międzygórze (niem. Wölfelsgrund, cz. Vlčí Důl) – wieś w Polsce położona w województwie dolnośląskim, w powiecie kłodzkim, w gminie Bystrzyca Kłodzka w Sudetach Wschodnich; w dolinie u podnóża Śnieżnika. Liczy 512 mieszkańców (marzec 2011). Dojazd z Bystrzycy Kłodzkiej lub Domaszkowa.
Miejscowość położona jest w obrębie Masywu Śnieżnika w Sudetach Wschodnich, w głęboko wciętej w zbocze Śnieżnika dolinie potoku Wilczka i jego prawobrzeżnego dopływu, Bogoryi, na wysokości około 480–800 m n.p.m. Centrum zabudowy znajduje się na wysokości 570–630 m n.p.m.

## Historia i współczesność

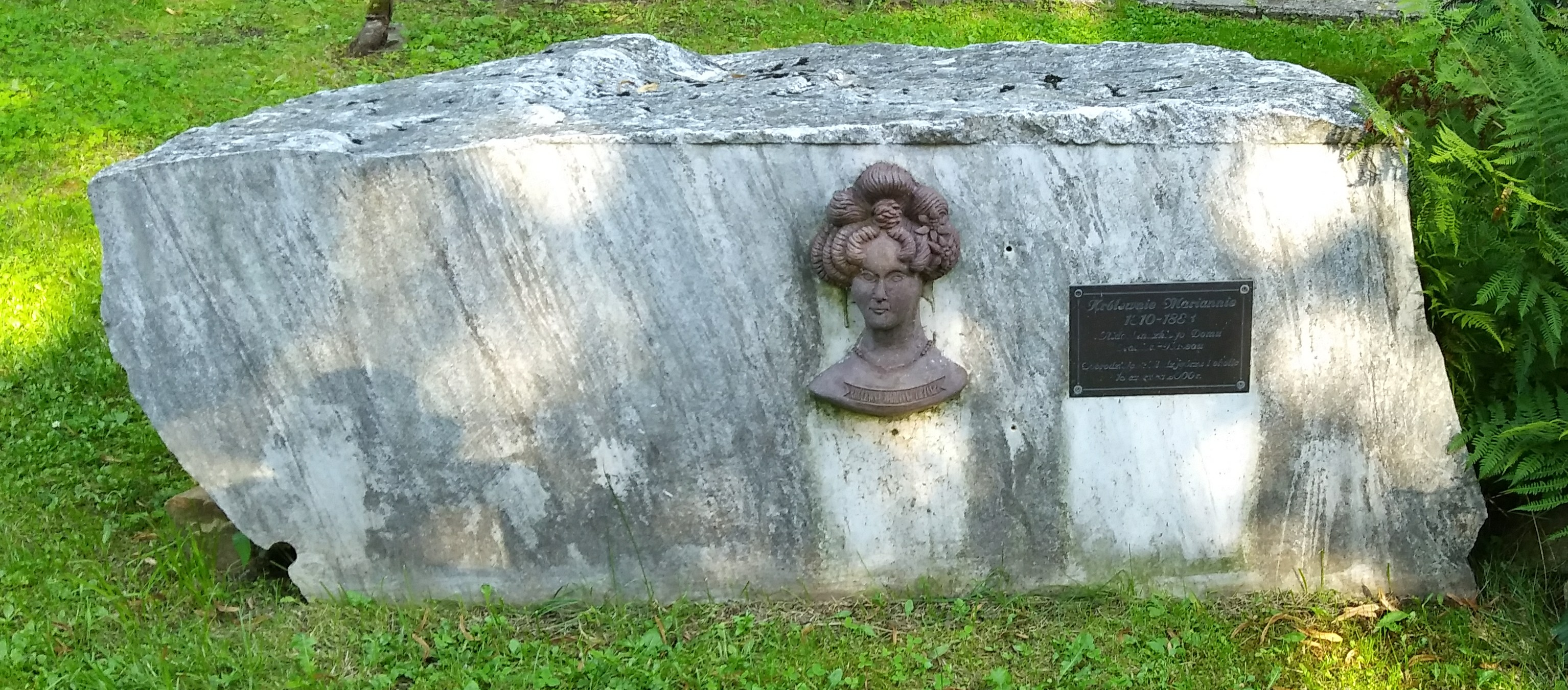
Kamień pamiątkowy dedykowany Mariannie Orańskiej

Początkiem miejscowości były osiedla założone w XVI wieku przez drwali i węglarzy. Na początku XVII wieku wydobywano tu rudy żelaza. Po wojnie trzydziestoletniej wydobycie upadło, a okoliczna ludność utrzymywała się z leśnictwa i tkactwa. W XIX wieku za sprawą księżnej Marianny Orańskiej rozwinęło się w popularną miejscowość klimatyczną z charakterystyczną drewnianą zabudową w stylu szwajcarskim. Dawny niemiecki kurort, został włączony do Polski w roku 1945, obecną nazwę zatwierdzono administracyjnie w dniu 19 maja 1946.
Międzygórze było uznawane za najbardziej malownicze wczasowisko i stację klimatyczną ziemi kłodzkiej. Po wysiedlonej po wojnie ludności niemieckiej pozostała duża liczba drewnianych i kamienno-drewnianych budynków w stylu szwajcarskim (inaczej tyrolskim). W oparciu o nie pod koniec lat 60. FWP posiadał w miejscowości 7 ośrodków wczasowych („Czardziejka”, „Gigant”, „Hanka”, „Krokus”, „Mimoza”, „Opolanka”, „Słowik”), w których prowadził 14-dniowe wczasy pracownicze i rodzinne. W 18 budynkach dysponował łącznie ok. 800 miejscami noclegowymi. Wczasowicze mieli w ośrodkach do dyspozycji świetlice z telewizorami i biblioteki, w miejscowości dodatkowo restaurację, bar turystyczny, klub-kawiarnię „Sarenka” z dancingiem, kino, boiska do piłki nożnej i ręcznej, odkrytą pływalnię. W zimie FWP prowadziło wypożyczalnię zimowego sprzętu sportowego.
W okolicy lasy bukowe, wyżej świerkowe oraz liczne skałki. Do największych zalet okolicy należy duża liczba szlaków turystycznych oraz kilka znanych obiektów: wodospad Wilczki, kaplica Matki Boskiej Śnieżnej oraz zapora przeciwpowodziowa na Wilczce. 
Charakterystyczna zabudowa Międzygórza to domy drewniane w stylu tyrolskim z pięknymi rzeźbieniami, krużgankami, balkonikami i balustradami. Do ciekawszych obiektów w tym stylu należą domy wczasowe „Gigant” i „Gigant II”, jak również dawny budynek poczty, który został wyremontowany i miał zostać przekształcany w luksusowy pensjonat. Nawiązuje do nich zabytkowy, drewniany kościółek parafialny z lat 1740–1742.
W latach 1975–1998 miejscowość administracyjnie należała do województwa wałbrzyskiego.

## Zabytki

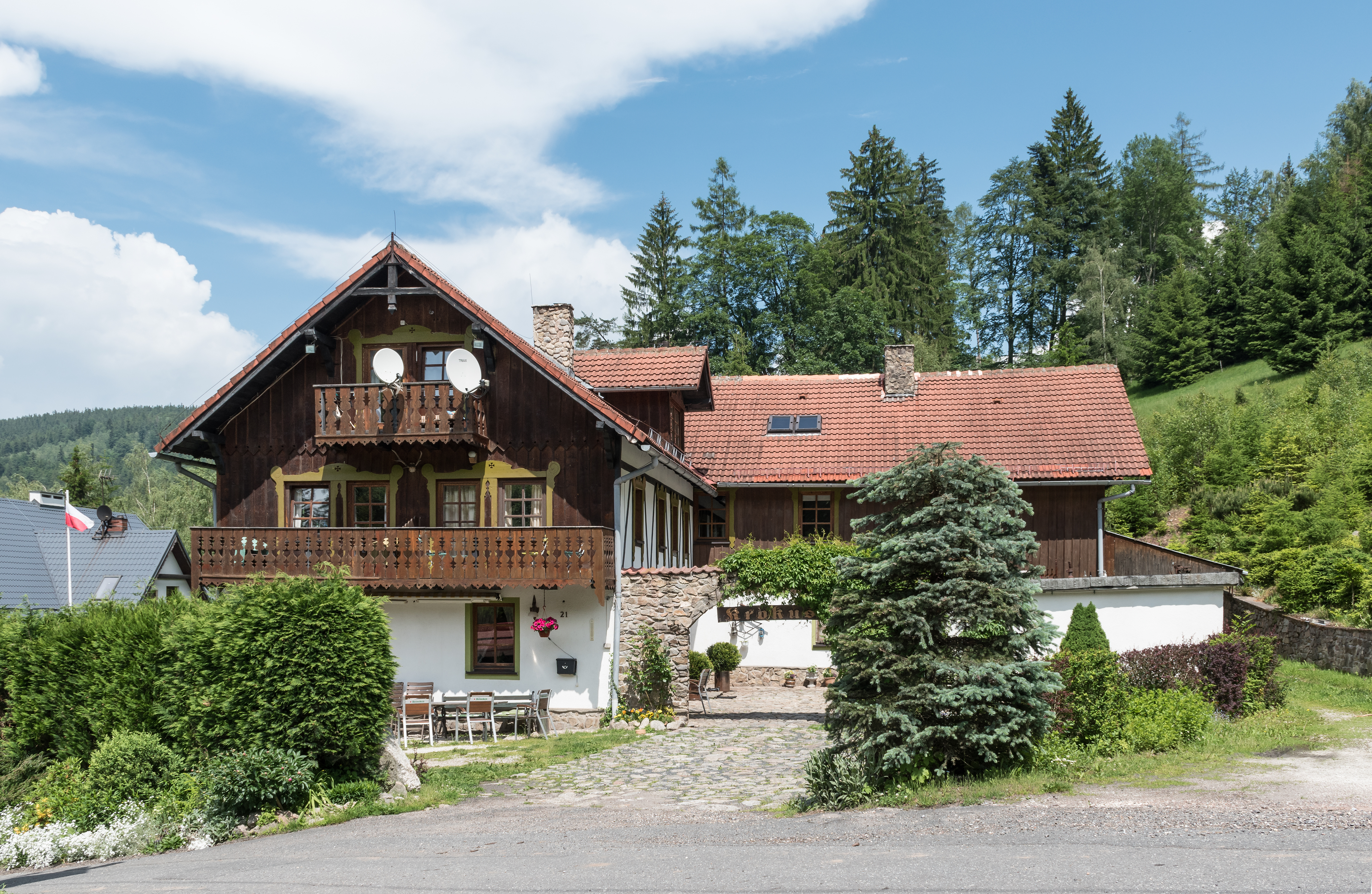
Pensjonat „Krokus”

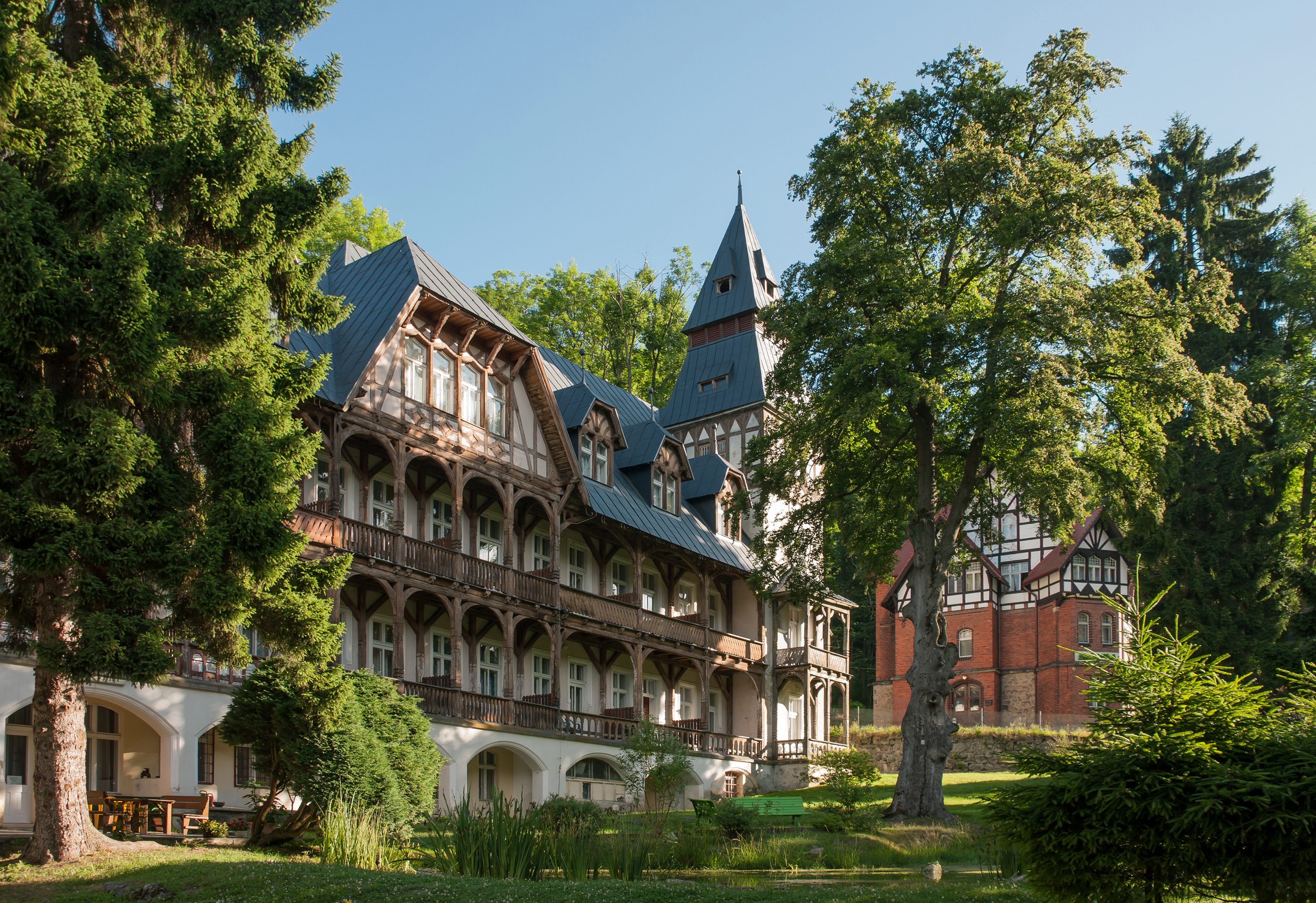
Sanatorium „Gigant”

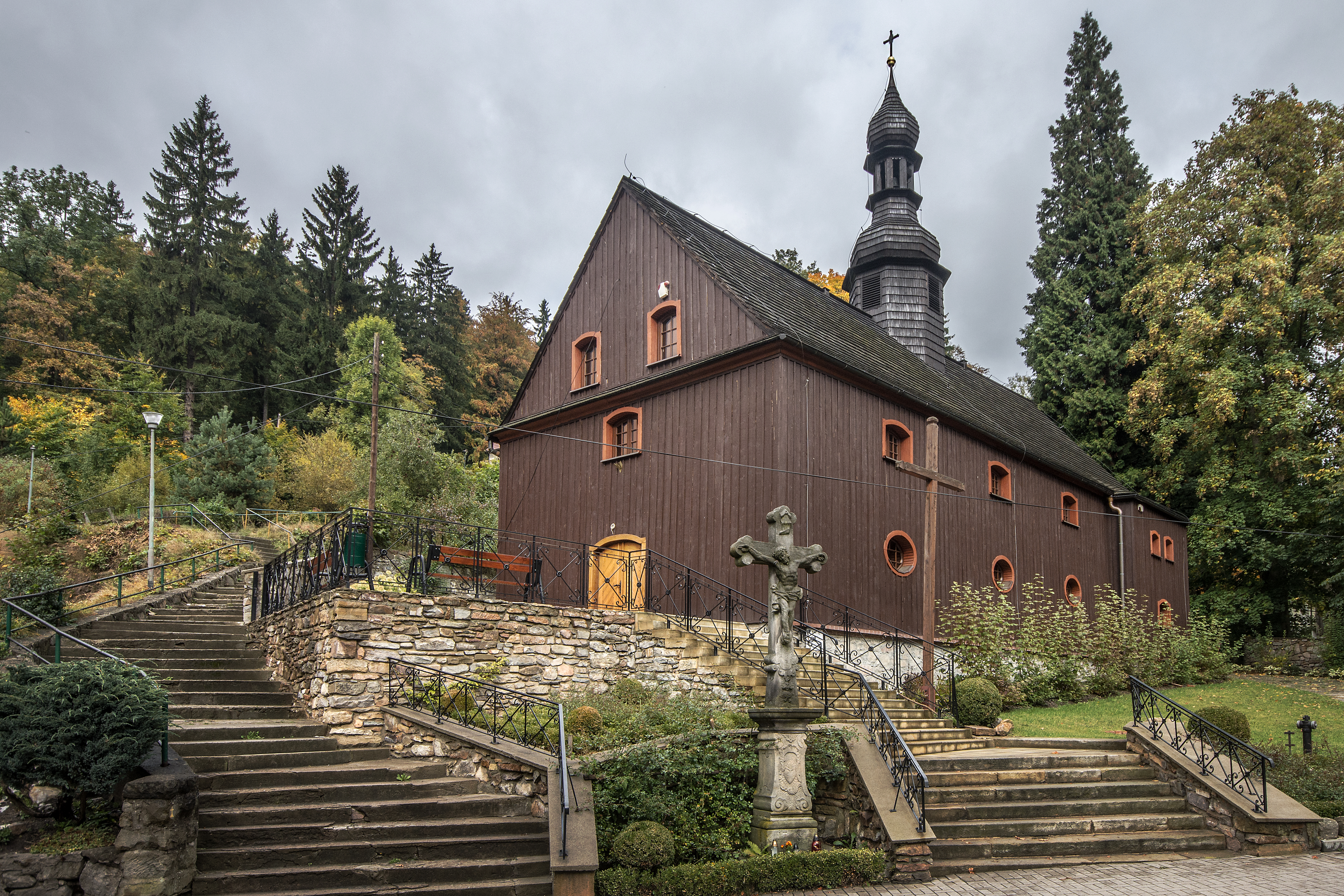
Drewniany kościół św. Józefa

Obiekty w Międzygórzu wpisane do rejestru zabytków.
- Historyczny układ urbanistyczny z XVI–XX wieku
- Drewniany kościół parafialny św. Józefa Oblubieńca, z barokowym wystrojem wnętrza, zbudowany w latach 1740–1742, rozbudowany w 1920 roku[6]; początkowo pełnił funkcję kaplicy cmentarnej[10]. Przy świątyni Biały Ogród z 2014 roku, złożony z symbolicznych roślin sadzonych na cmentarzach i w obrębie murów kościelnych.
- Kościół pątniczy pw. Matki Bożej Śnieżnej na Górze Iglicznej.
- Kaplica górska z 1911 roku, dawny ewangelicki Kościół pw. św. Krzyża w Międzygórzu[6]
- kaplica górska, Jaworek Górny, ob. ruina, 1 poł. XIX,
- sanatorium „Gigant” przy ul. Sanatoryjnej 5, drewniano-murowany okazały budynek z 1882 roku[6].
- pensjonat „Mimoza III”, („Alpejski Dwór”) przy ul. Sanatoryjnej 13, z pierwszej ćwierci XX w.
- Pensjonat „Krokus” przy ul. Wojska Polskiego 32, z początków XX w.

## Wypoczynek i rekreacja
Ośrodek turystyczno-wypoczynkowy: około 30 domów wczasowych i pensjonatów, 2 wyciągi narciarskie. Służy jako baza wypadowa dla pieszych wycieczek w Masyw Śnieżnika. Bazę noclegową dla ruchu turystycznego stanowią m.in. schroniska PTTK „Na Śnieżniku” i „Na Iglicznej”. Na górze Igliczna usytuowany jest kościół pątniczy pod wezwaniem Matki Boskiej Śnieżnej z 1781–1782, gdzie znajduje się figura Matki Boskiej Śnieżnej koronowana przez Jana Pawła II w 1983 roku. W kościele tym znajduje się wystawa ukazująca dzieje Sanktuarium, drewniana szopka. Na plebanii jest sala dla pielgrzymów.

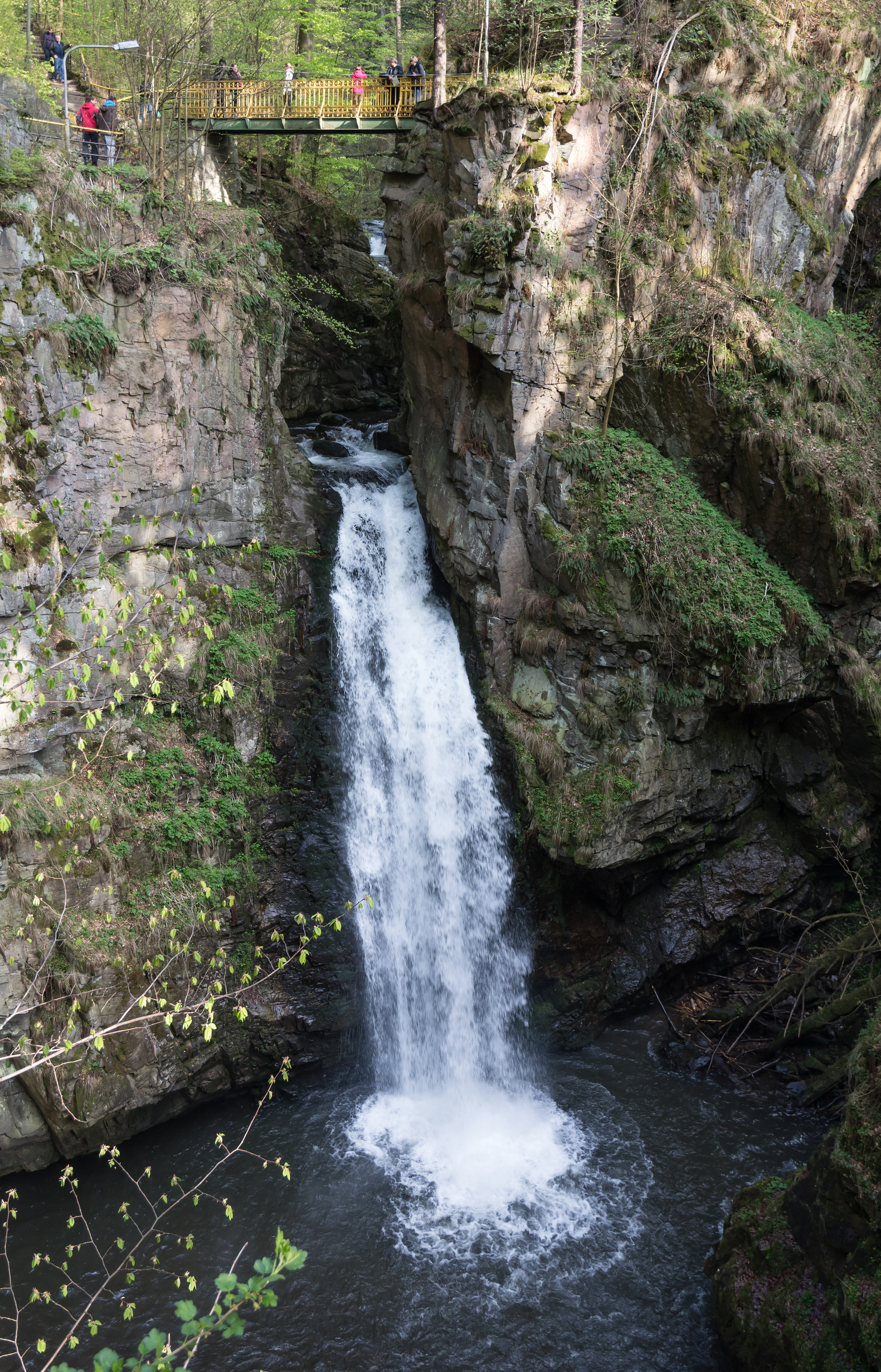
Wodospad Wilczki

W przełomie Wilczki znajduje się wodospad o wysokości 22 m. Przed powodzią w 1997 roku wysokość wodospadu była sztucznie podwyższona, jeszcze przed wojną, do 27 m – posiadał formę kaskady. Był on wówczas pierwszym co do wysokości w Sudetach, na równi z Wodospadem Kamieńczyka w Karkonoszach.

## Międzygórze jako plener filmowy
W 1965 w Międzygórzu kręcono pierwszy odcinek serialu Czterej pancerni i pies. W 2005 w domach wypoczynkowych przy ulicy Sanatoryjnej kręcono serial Boża podszewka II. 

## Szlaki turystyczne
Do najciekawszych szlaków turystycznych należą:
- na Śnieżnik z widokiem na Mały Śnieżnik, Smrekowiec i Średniak,
- przez pasmo Żmijowca,
- na Przełęcz Puchaczówkę,
- droga Szklary-Samborowice – Jagielno – Przeworno – Gromnik – Biały Kościół – Żelowice – Ostra Góra – Niemcza – Gilów – Piława Dolna – Góra Parkowa – Bielawa – Kalenica – Nowa Ruda – Sarny – Tłumaczów – Radków – Skalne Wrota – Pasterka – Karłów – Lisia Przełęcz – Białe Skały – Skalne Grzyby – Batorówek – Batorów – Skała Józefa – Duszniki-Zdrój – Schronisko PTTK „Pod Muflonem” – Szczytna – Zamek Leśna – Polanica-Zdrój – Przełęcz Sokołowska – Łomnicka Równia – Huta – Zalesie – Stara Bystrzyca – Bystrzyca Kłodzka – Pławnica – Szklary – Igliczna – Międzygórze – Jawor – Przełęcz Puchacza[14],

## Rezerwaty przyrody
Rezerwat ścisły im. Stefana Żeromskiego obejmujący przełom rzeki Wilczki z wodospadem jego imienia. Wodospad wraz otoczeniem został oświetlony, co stanowi osobliwą atrakcję turystyczną. Na terenie rezerwatu rosną dorodne okazy świerka, z których pozyskuje się nasiona dla hodowli sadzonek.